# Ailurini
Ailurini – monotypowe plemię ssaków z podrodziny Ailurinae w obrębie rodziny pandkowatych (Ailuridae). 

## Rozmieszczenie geograficzne
Plemię obejmuje gatunki występujące w Azji (Chińska Republika Ludowa, Nepal, Indie, Bhutan i Mjanma). 

## Morfologia
Długość ciała (bez ogona) 51–73 cm, długość ogona 28–49 cm; masa ciała 3–6 kg. 

## Systematyka
Rodzaj Ailurus zdefiniował w 1825 roku francuski zoolog i paleontolog Frédéric Cuvier w rozdziale dotyczącym pandki rudej w publikacji zatytułowanej Historia naturalna ssaków: z oryginalnymi, kolorowymi rysunkami żywych zwierząt której współautorem był francuski przyrodnik Étienne Geoffroy Saint-Hilaire. Gatunkiem typowym jest (oznaczenie monotypowe) pandka ruda (A. fulgens).

### Etymologia
- Ailurus (Aelurus): gr. αιλουρος ailouros ‘kot’[14].
- Arctaelurus: gr. αρκτος arktos ‘niedźwiedź’; αιλουρος ailouros ‘kot’[15]. Gatunek typowy (oznaczenie monotypowe): Ailurus fulgens F. Cuvier, 1825.

### Podział systematyczny
Do plemienia należą jeden rodzaj pandka (Ailurus) z dwoma gatunkami:
| Grafika | Gatunek         | Autor i rok opisu | Nazwa zwyczajowa | Podgatunki         | Rozmieszczenie geograficzne | Podstawowe wymiary                       | Status IUCN |
| ------- | --------------- | ----------------- | ---------------- | ------------------ | --- | ---------------------------------------- | ----------- |
|         | Ailurus fulgens | F. Cuvier, 1825   | pandka ruda      | gatunek monotypowy | Nepal, północno-wschodnie Indie, Bhutan, być może zasięg sięgający Chińskiej Republiki Ludowej; granice niepewne; zakres wysokości: 1500–4800 m n.p.m.                 | DC: 57–61 cm DO: 36–41 cm MC: 3,8–4,3 kg | EN          |
|         | Ailurus styani  | O. Thomas, 1902   |                  | gatunek monotypowy | północno-wschodnie Indie, północna Mjanma i południowo-środkowa Chińska Republika Ludowa (zachodni Tybetański Region Autonomiczny, północny Syczuan i północny Junnan) | DC: 59–79 cm DO: 43–50 cm MC: 3–6 kg     | NE          |

Kategorie IUCN:  EN  – gatunek zagrożony;  NE  – gatunki niepoddane jeszcze ocenie.